# Cervantes (miasto w Hiszpanii)
Cervantes – miasto w Hiszpanii w regionie Galicja we wschodniej części prowincji Lugo. Według niektórych historyków nazwa miasta pochodzi od szlacheckiego rodu Cervantesów, do którego należał najsłynniejszy hiszpański pisarz Miguel de Cervantes.